# Невская косметика

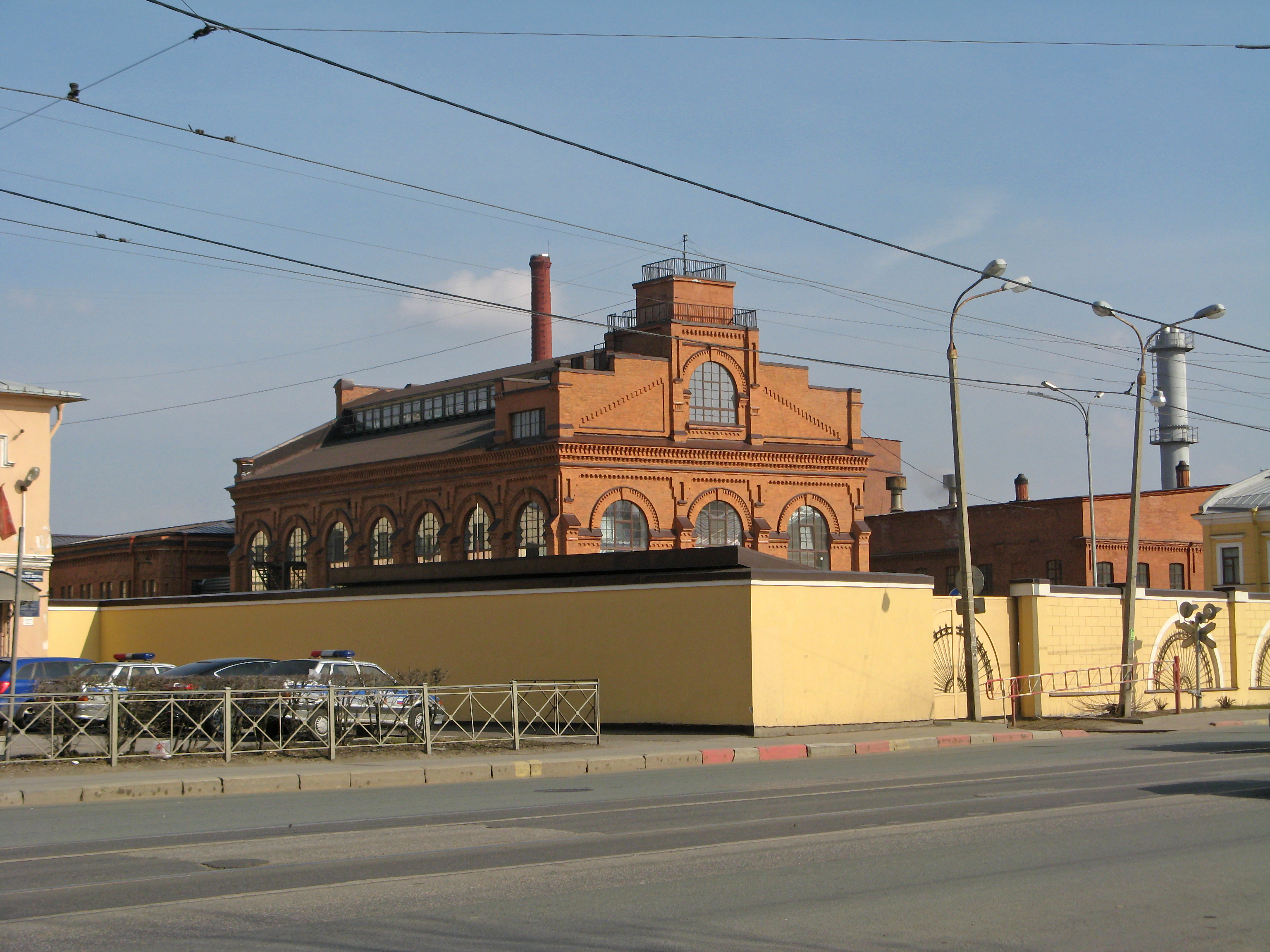
Завод «Невское стеариновое товарищество»(Невская Косметика)

«Невская Косметика» — российский производитель косметической и парфюмерной продукции, расположенный в Санкт-Петербурге.
История компании ведётся с 1839 года. В советское время (до 1992 года) называлась «Невский завод косметических изделий» (НЗКИ). Продукция на протяжении длительного периода времени считалась одной из лучших в СССР.
В ассортименте компании — более 50 видов различных средств в области гигиены.
В январе 2000 года компания «Невская Косметика» первой из всех косметических предприятий России получила сертификат в системе ГОСТ Р, подтверждающий соответствие её системы менеджмента качества требованиям МС ИСО 9001—1994, а в январе 2003 года прошла ресертификацию в соответствии с требованиями МС ИСО 9001—2000.
«Невская Косметика» имеет производственные площадки в трёх городах: Санкт-Петербурге, Ангарске (Иркутская область) и Виннице (Украина) и реализует продукцию в России и странах СНГ.
Один из десяти крупнейших производителей косметики и моющих средств в России. Также основной продавец на рынке Украины.